# Germans de Limburg
Els germans de Limburg (Herman, Paul i Johan) foren pintors dels Països Baixos del Renaixement, actius al segle xv a la ciutat de Nimega. Foren els creadors del manuscrit il·luminat medieval més ric de tots els temps, Les molt riques hores del duc de Berry, exemple màxim de l'"estil internacional" en la pintura centreeuropea de l'últim terç del segle xiv i del primer terç del segle xv.

## Nissaga
Els Limburg eren una família d'artesans del comtat de Gueldre a les Disset Províncies, dedicada a la creació d'emblemes heràldics per a elms, banderes i estendards.
L'avi, anomenat Johannes de Lymborgh, probablement provenia de Limburg, la capital del ducat de Limburg. El seu fill Arnold fou un ebenista que treballà en la cort ducal. Vers el 1385 es casà amb Mechteld Maelwael, filla d'una família de pintors heràldics. El seu cunyat, Jan Maelwael, havia treballat a Dijon (França) per al duc de Borgonya, Felip II l'Agosarat, i fou un dels artistes millor pagats en la França d'aquella època.
Hermann (1385) fou el fill gran d'Arnold i Mechteld; el seguien Paul (1386 o 1387) i Johan 1388. Tenien germans més joves, Rurger i Arnold, i una germana, Greta.

## La tasca
Els germans Limburg realitzaren revolucionaris manuscrits amb el seu estil gòtic internacional d'orfebres elegants miniaturistes, paisatges, retaules religiosos i escenes nocturnes que influïren decisivament i continuaren inspirant artistes diversos durant segles. Peter Roefols va dir en el diari The Times:
| « | Els Limburg destaquen en el detall gràfic i atmosfèric. | » |

En haver-se format a París, fou Felip II l'Agosarat qui els encarregà una Bíblia moralitzada (1402-1406), un manuscrit il·luminat de la Bíblia. Quan el 1404 el duc Felip morí, els germans ja havien completat els tres primers llibres, que incloïen 384 miniatures. El germà de Felip, Jean de França, duc de Berry, es convertí en el nou mecenes dels Limburg. Els encàrrecs que realitzaren sota el seu padrinatge els feren famosos, i entraren a formar part del cercle íntim de la cort.

## Segrest a Brussel·les
A finals del 1399, en tornar d'una visita a Nimega, i a causa de la guerra, foren capturats a Brussel·les. La seva mare no va poder pagar el rescat de 55 escuts d'or. El gremi local d'orfebres començà a recollir diners; però, finalment, Felip II de Borgonya, pagà el rescat com a present per a l'oncle dels tres germans, que era el seu pintor; els dos joves foren alliberats el maig de 1400.

## Obres famoses
Una de les seves obres més valorades fou El llibre d'hores del duc de Berry (1404-1409), que incloïa 172 miniatures, moltes d'aquestes inspirades en temes poc convencionals. La seva millor obra, Les molt riques hores del duc de Berry (1412-1416), és el manuscrit medieval més famós i millor il·lustrat servat fins avui. Els germans Limburg hi treballaren fins a la seva mort, que fou causada possiblement per la pesta o en la defensa de Bourges, ciutat on es trobaven treballant -els tres moriren abans de complir els 30 anys, en la primera meitat del 1416.
Malgrat restar incomplet, el manuscrit conté un centenar de miniatures, i destaca especialment per les dotze il·lustracions dels mesos de l'any, que descriuen les vides dels grangers, pastors, camperols i nobles, així com paisatges i històries bíbliques.